# 1821 au théâtre
| Années du théâtre : 1818 - 1819 - 1820 - 1821 - 1822 - 1823 - 1824    |
| Décennies du théâtre : 1790 - 1800 - 1810 - 1820 - 1830 - 1840 - 1850 |

## Événements
- Création à New York de la compagnie théâtre afro-américaine  African Theatre (en) par William Alexander Brown[1].

## Pièces de théâtre publiées

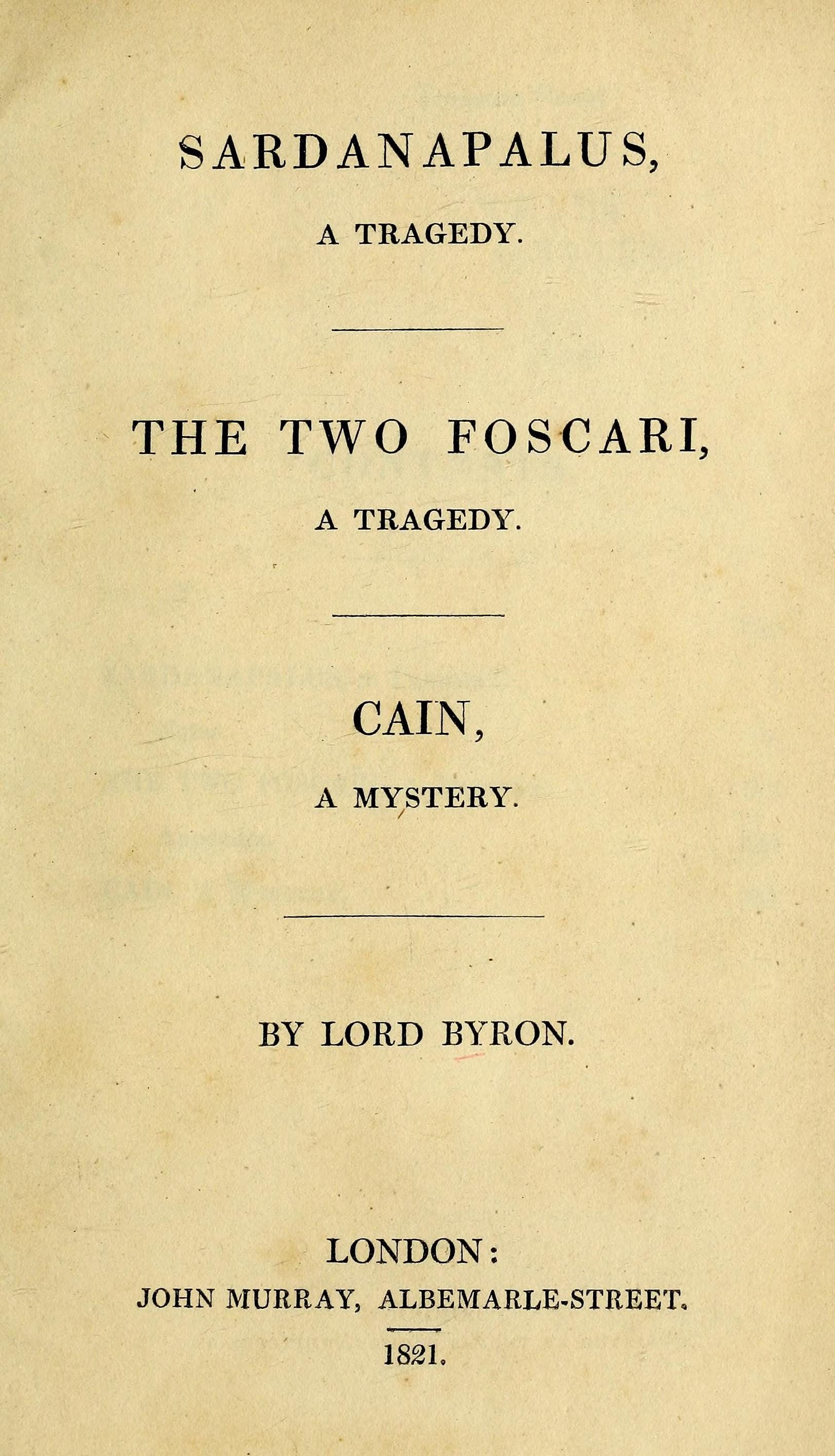
Page de titre de l'édition de Sardanapalus, The two Foscari et Caïn.

- Lord Byron publie trois pièces à Londres chez John Murray : 
  - Sardanapalus, tragédie historique en vers blancs où il évoque la mort de Sardanapale, roi légendaire de Ninive en Assyrie ;
  - The Two Foscari (en), tragédie consacrée au doge Francesco Foscari ;
  - Caïn consacré à l'histoire d'Abel et Caïn du point de vue de ce dernier.

## Pièces de théâtre représentées
- Création de la pièce d'Heinrich von Kleist, Le Prince de Hombourg à Vienne en Autriche, dans une version abrégée sous le titre Die Schlacht von Fehrbellin [La bataille de Fehrbellin].
- 26 - 27 mars : création de la trilogie Das goldene Vlies de Franz Grillparzer à Vienne en Autriche (Der Gastfreund, Die Argonauten, Medea), inspirée des Argonautiques d'Apollonios de Rhodes et de la Médée d'Euripide.
- 12 juillet : Le Mont Sauvage, mélodrame en trois actes de Pixérécourt, adapté du roman Le Solitaire de Charles-Victor Prévost d'Arlincourt, au théâtre de la Gaîté à Paris.

## Naissances
- 17 février : Léon Taratte, auteur dramatique français, mort le 13 septembre 1889.
- 16 mai : Charles Gabet, auteur dramatique et librettiste français, mort le 15 janvier 1903.
- 21 juillet : Vasile Alecsandri, poète, dramaturge, diplomate et homme politique roumain, mort le 22 août 1890.
- 10 août : Octave Feuillet, romancier et dramaturge français, morte le 28 décembre 1890
- 21 février : Rqchel Félix dite Rachel ou Mlle Rachel, actrice française, morte le 3 janvier 1858[2].

## Décès
- 1er août : Elizabeth Inchbald, romancière, dramaturge, et actrice anglaise, née le 15 octobre 1753.